# 埼玉西武ライオンズの選手一覧
- 埼玉西武ライオンズ > 埼玉西武ライオンズの選手一覧
- 日本のプロ野球選手一覧 > 埼玉西武ライオンズの選手一覧

埼玉西武ライオンズの選手一覧（さいたませいぶライオンズのせんしゅいちらん）は、埼玉西武ライオンズに所属している選手・監督・コーチ、およびかつて所属していた選手の一覧である。

## 首脳陣

### 一軍
| 背番号 | 名前     | 役職                   |
| ------ | -------- | ---------------------- |
| 74     | 西口文也 | 監督                   |
| 91     | 鳥越裕介 | ヘッドコーチ           |
| 81     | 豊田清   | 投手チーフコーチ       |
| 95     | 大石達也 | 投手コーチ             |
| 96     | 中田祥多 | バッテリーコーチ       |
| 78     | 仁志敏久 | 野手チーフ兼打撃コーチ |
| 83     | 立花義家 | 打撃コーチ             |
| 80     | 大引啓次 | 内野守備走塁コーチ     |
| 84     | 熊代聖人 | 外野守備走塁コーチ     |

### ファーム
| 背番号 | 名前     | 役職                   |
| ------ | -------- | ---------------------- |
| 79     | 小関竜也 | ファーム監督           |
| 72     | 土肥義弘 | ファーム投手総合コーチ |
| 98     | 渡辺智男 | ファーム投手コーチ     |
| 93     | 青木勇人 | ファーム投手コーチ     |
| 85     | 榎田大樹 | ファーム投手コーチ     |
| 82     | 野田浩輔 | 二軍バッテリーコーチ   |
| 87     | 黒田哲史 | 二軍野手コーチ         |
| 77     | 辻竜太郎 | 二軍野手コーチ         |
| 88     | 大島裕行 | 二軍野手コーチ         |
| 86     | 赤田将吾 | 二軍野手コーチ         |
| 97     | 青木智史 | 三軍総合コーチ         |
| 76     | 田邊徳雄 | 三軍野手コーチ         |
| 94     | 鬼﨑裕司 | 三軍野手コーチ         |
| 89     | 木村文紀 | 三軍野手コーチ         |

## 所属選手

### 投手
| 背番号 | 名前                   | 投 | 打 | 備考                                       |
| ------ | ---------------------- | -- | -- | ------------------------------------------ |
| 11     | 上田大河               | 右 | 右 |                                            |
| 12     | 渡邉勇太朗             | 右 | 右 |                                            |
| 13     | 髙橋光成               | 右 | 右 |                                            |
| 15     | 與座海人               | 右 | 右 |                                            |
| 16     | 隅田知一郎             | 左 | 左 |                                            |
| 17     | 松本航                 | 右 | 右 |                                            |
| 19     | 佐藤隼輔               | 左 | 左 |                                            |
| 20     | 田村伊知郎             | 右 | 左 |                                            |
| 21     | 武内夏暉               | 左 | 左 |                                            |
| 23     | 糸川亮太               | 右 | 右 |                                            |
| 25     | 平井克典               | 右 | 右 |                                            |
| 29     | 青山美夏人             | 右 | 右 |                                            |
| 34     | 甲斐野央               | 右 | 左 |                                            |
| 36     | 山田陽翔               | 右 | 右 |                                            |
| 41     | 成田晴風               | 右 | 右 |                                            |
| 42     | ボー・タカハシ         | 右 | 右 |                                            |
| 43     | 羽田慎之介             | 左 | 左 |                                            |
| 45     | トレイ・ウィンゲンター | 右 | 右 | 新外国人                                   |
| 46     | 狩生聖真               | 右 | 右 | 2024年ドラフト3位                          |
| 47     | 杉山遙希               | 左 | 左 |                                            |
| 48     | 今井達也               | 右 | 右 |                                            |
| 49     | 佐々木健               | 左 | 左 | 育成選手からの支配下登録                   |
| 52     | 篠原響                 | 右 | 右 | 2024年ドラフト5位                          |
| 54     | 黒木優太               | 右 | 左 | 日本ハムから移籍・育成選手からの支配下登録 |
| 56     | エマニュエル・ラミレス | 右 | 右 | 新外国人                                   |
| 57     | 黒田将矢               | 右 | 右 |                                            |
| 58     | 中村祐太               | 右 | 右 |                                            |
| 61     | 平良海馬               | 右 | 左 |                                            |
| 69     | 水上由伸               | 右 | 右 |                                            |
| 70     | 豆田泰志               | 右 | 右 |                                            |
| 71     | 菅井信也               | 左 | 左 |                                            |
| 90     | 浜屋将太               | 左 | 左 | 育成選手からの支配下登録                   |
| 112    | 大曲錬                 | 右 | 右 | 育成選手・59から背番号変更                 |
| 114    | 上間永遠               | 右 | 右 | 育成選手                                   |
| 116    | ビクター・ロペス       | 右 | 右 | 育成選手                                   |
| 117    | 宮澤太成               | 右 | 右 | 育成選手・56から背番号変更                 |
| 120    | 井上広輝               | 右 | 右 | 育成選手                                   |
| 121    | 三浦大輝               | 右 | 左 | 育成選手                                   |
| 123    | 冨士大和               | 左 | 左 | 育成選手・2024年育成ドラフト1位            |
| 125    | シンクレア             | 左 | 左 | 育成選手                                   |
| 127    | 森脇亮介               | 右 | 右 | 育成選手                                   |
| 129    | 川下将勲               | 左 | 左 | 育成選手                                   |
| 131    | 木瀬翔太               | 右 | 右 | 育成選手                                   |
| 133    | 佐藤爽                 | 左 | 左 | 育成選手・2024年育成ドラフト4位            |

### 捕手
| 背番号 | 名前       | 投 | 打 | 備考                       |
| ------ | ---------- | -- | -- | -------------------------- |
| 22     | 古賀悠斗   | 右 | 右 |                            |
| 27     | 炭谷銀仁朗 | 右 | 右 |                            |
| 37     | 柘植世那   | 右 | 右 |                            |
| 53     | 牧野翔矢   | 右 | 左 |                            |
| 64     | 龍山暖     | 右 | 右 | 2024年ドラフト6位          |
| 65     | 古市尊     | 右 | 右 |                            |
| 113    | 野田海人   | 右 | 右 | 育成選手・38から背番号変更 |
| 122    | 是澤涼輔   | 右 | 右 | 育成選手                   |

### 内野手
| 背番号 | 名前                   | 投 | 打 | 備考                                            |
| ------ | ---------------------- | -- | -- | ----------------------------------------------- |
| 00     | 仲田慶介               | 右 | 両 | ソフトバンクから移籍・育成選手からの支配下登録  |
| 0      | 児玉亮涼               | 右 | 右 |                                                 |
| 2      | 齋藤大翔               | 右 | 右 | 2024年ドラフト1位                               |
| 5      | 外崎修汰               | 右 | 右 | 選手会長                                        |
| 6      | 源田壮亮               | 右 | 左 |                                                 |
| 10     | ジェーディー・デービス | 右 | 右 | 新外国人                                        |
| 30     | 元山飛優               | 右 | 左 |                                                 |
| 32     | 山村崇嘉               | 右 | 左 |                                                 |
| 38     | 佐藤太陽               | 右 | 左 | 2024年育成ドラフト2位・育成選手からの支配下登録 |
| 39     | 平沢大河               | 右 | 左 | ロッテから現役ドラフトで移籍                    |
| 40     | レアンドロ・セデーニョ | 右 | 右 | オリックスから移籍                              |
| 50     | 髙松渡                 | 右 | 左 |                                                 |
| 59     | 古賀輝希               | 右 | 左 | 2024年ドラフト7位                               |
| 60     | 中村剛也               | 右 | 右 |                                                 |
| 62     | 滝澤夏央               | 右 | 左 |                                                 |
| 66     | 渡部健人               | 右 | 右 | 8から背番号変更                                 |
| 67     | 野村大樹               | 右 | 右 |                                                 |
| 99     | 村田怜音               | 右 | 右 |                                                 |
| 118    | 野村和輝               | 右 | 右 | 育成選手                                        |
| 126    | 谷口朝陽               | 右 | 右 | 育成選手                                        |
| 130    | 金子功児               | 右 | 左 | 育成選手                                        |
| 134    | 川野涼太               | 右 | 両 | 育成選手・「川野涼多」から登録名変更            |
| 138    | 福尾遥真               | 右 | 左 | 育成選手・2024年育成ドラフト6位                 |

### 外野手
| 背番号 | 名前                 | 投 | 打 | 備考                            |
| ------ | -------------------- | -- | -- | ------------------------------- |
| 1      | 栗山巧               | 右 | 左 |                                 |
| 8      | 渡部聖弥             | 右 | 右 | 2024年ドラフト2位               |
| 9      | 蛭間拓哉             | 左 | 左 |                                 |
| 26     | タイラー・ネビン     | 右 | 右 | 新外国人                        |
| 31     | 平沼翔太             | 右 | 左 | 内野手から登録変更              |
| 33     | 古川雄大             | 右 | 右 |                                 |
| 35     | 松原聖弥             | 右 | 左 |                                 |
| 44     | 林冠臣               | 右 | 右 | 2024年ドラフト4位               |
| 51     | 西川愛也             | 右 | 左 |                                 |
| 55     | 仲三河優太           | 右 | 左 | 育成選手からの支配下登録        |
| 63     | 長谷川信哉           | 右 | 右 |                                 |
| 68     | 岸潤一郎             | 右 | 右 |                                 |
| 73     | モンテル             | 右 | 右 | 育成選手からの支配下登録        |
| 75     | 奥村光一             | 右 | 右 |                                 |
| 124    | アンソニー・ガルシア | 右 | 両 | 育成選手・78から背番号変更      |
| 132    | ラマル               | 右 | 右 | 育成選手・2024年育成ドラフト3位 |
| 137    | 澤田遥斗             | 右 | 両 | 育成選手・2024年育成ドラフト5位 |
| 139    | オケム               | 右 | 右 | 育成選手・2024年育成ドラフト7位 |

## 退団・移籍した選手
西鉄、太平洋、クラウン時代および西武ライオンズ時代も含む。名前は選手として在籍した最終年の登録名を基準とする。

### あ行
あ
- 相内誠（2013途 - 2020）
- 愛斗（2016 - 2023）
- 青木勝俊（1963 - 1966）
- 青木勇人（2000 - 2006途）
- 青木政美（1971 - 1973）
- 青山道雄（1984 - 1990途）
- 赤上優人（2021 - 2024）
- 赤田将吾（1999 - 2010途）
- フランシス・アギー（1965 - 1966）
- 秋葉敬三（1969 - 1972）
- 秋元宏作（1987 - 1990途）
- 秋山幸二（1981 - 1993）
- 秋山翔吾（2011 - 2019）
- ヘスス・アギラー（2024）
- 浅野次郎（1958 - 1959）
- 浅村栄斗（2009 - 2018）
- 東和政（2004途 - 2008）
- アブナー・アブレイユ（2013 - 2014）
- アルバート・アブレイユ（2024）
- 安部理（1981 - 1996）
- 安部和春（1959 - 1965）
- 阿部長久（1952）
- 阿部八郎（1959）
- 阿部真宏（2010途 - 2012）
- 阿部良男（1969 - 1973）
- 新井武士（1961）
- 新井智博（1979）
- 荒岡昭（1954）
- 荒川雄太（2011 - 2012）
- 荒武康博（1967 - 1971）
- 有吉洋雅（1955 - 1958）
- マティ・アルー（1974途 - 1976）
- 粟津凱士（2019 - 2024）
- 安藤真児（1989 - 1999）
- 安藤敏雄（1960 - 1965）
- 安藤正則（1998 - 2002）

い
- 飯田茂男（1987 - 1990）
- 飯田敏光（1975）
- 池田公成（1972）
- 池田信隆（1963 - 1966）
- 池田弘（1977 - 1979）
- 池永浩之（1962 - 1966）
- 池永正明（1965 - 1970途）
- 池野寿美生（1955）
- 池辺忠則（1971 - 1975）
- 石井一久（2008 - 2013）
- 石井茂雄（1973 - 1978）
- 石井貴（1994 - 2007）
- 石井毅（1983 - 1988）
- 石井丈裕（1989 - 1997）
- 石井伸幸（1993 - 1995）
- 石井義人（2003 - 2011）
- 石川貢（2010 - 2015）
- 石毛宏典（1981 - 1994）
- 石田逸男（1963 - 1967）
- 石橋尚登（2007）
- 泉沢彰（1970 - 1976）
- 板沢峰生（1980）※現役中に死去。
- 市村則紀（1986途 - 1988）
- 出井敏博（2020 - 2023）
- 井手元健一朗（2000）
- 伊東勇（1967 - 1970）
- 伊藤勝利（1962 - 1966）
- 伊藤光四郎（1962 - 1970）
- 伊藤翔（2018 - 2024）
- 伊東勤（1982 - 2003）
- 伊藤久敏（1975）
- 糸数勝彦（1976 - 1980）
- 稲尾和久（1956 - 1969）
- 稲津憲司（1969 - 1971）
- 犬伏稔昌（1991 - 2005）
- 井上忠行（1957 - 1964）
- 井上弘昭（1985途 - 終了）
- 井上善夫（1960 - 1967）
- 猪爪義治（2000 - 2001）
- 猪原利裕（1980 - 1981）
- 伊原春樹（1971 - 1975・1978 - 1980）
- 今久留主淳（1950途 - 1956）
- 今久留主成幸（1995途 - 1999）
- 岩尾利弘（2010 - 2017）
- 岩崎武（1953）
- 岩﨑哲也（2007 - 2011）
- 岩永功（1960 - 1961）

う
- ランディ・ウィリアムス（2012 - 2014）
- ジョージ・ウイルソン（1963 - 1964）
- 呉念庭（2016 - 2023）
- 植上健治（1978 - 1979）
- 上杉芳則（1963）
- 上田貞人（1982 - 1986）
- 植田征作（1961 - 1967）
- 上田浩明（1988 - 2005）
- 植田幸弘（1994 - 1999）
- 上中吉成（1988 - 1995）
- 上野義秋（1950 - 1951）
- 上原厚治郎（2009 - 2010）
- 上本達之（2003 - 2017）
- 鵜狩道夫（1955 - 1957）
- 宇佐美和雄（1969 - 1969途）※現役中に死去。
- 鵜沢達雄（1979 - 1980）
- 打越敏彦（1956 - 1958）
- 内薗直樹（2002途 - 2004）
- 内田和也（2007）
- 内田蒼生也（1950 - 1952）
- 内田照文（1968 - 1971）
- 内山智之（1991 - 1993）
- 内海哲也（2019 - 2022）
- 梅田邦三（1971 - 1975）
- 梅田尚通（2008 - 2015）
- 梅野哲徳（1970 - 1972）
- 浦田直治（1957 - 1968）
- ブライアン・ウルフ（2016途 - 2018）

え
- 江草仁貴（2011途 - 2012途）
- 江藤智（2006 - 2009）
- 江藤慎一（1975）
- 江夏豊（1984）
- 榎田大樹（2018途 - 2021）
- 榎本喜八（1972）
- トム・エバンス（2002途 - 終了）
- ディートリック・エンス（2022 - 2023）

お
- 及川宣士（1973）
- 大井久士（1982 - 1990）
- 大石達也（2011 - 2019）
- 大石友好（1980 - 1984）
- 大川浩（1980 - 1982）
- 仰木彬（1954 - 1967）
- 大北敏博（1980）
- 大窪士夢（2019 - 2021）
- 大久保博元（1985 - 1992途）
- 大熊伸行（1966）
- 逢坂輝樹（1987 - 1992）
- 大崎憲司（1950）
- 大﨑雄太朗（2007 - 2017）
- 大下弘（1952途 - 1959）
- 大島裕行（2000 - 2012）
- 大島寛（1998 - 1999）
- 大慈彌功（1976 - 1979）
- 太田圭治（1957 - 1958）
- 大田卓司（1969 - 1986）
- 太田正男（1953 - 1955途）
- 大津一洋（1981 - 1983）
- 大津進（1954）
- 大津秀美（1967 - 1970）
- 大津守（1950 - 1957）
- 大塚賢一（1993）
- 大塚光二（1990 - 2001）
- 大塚安則（1953 - 1954）
- ホセ・オーティズ（2012途 - 2013途）
- 大友進（1996 - 2004）
- 大沼幸二（2001 - 2010）
- 大庭清 （1962 - 1965）
- 大原徹也（1976 - 1982途）
- 大宮龍男（1990 - 1992）
- 大屋好正（1976 - 1979）
- 大矢根博臣（1961 - 1962）
- 大和田明（1955 - 1957）
- 緒方俊明（1951 - 1952途）
- 岡田英樹（1973）
- 岡田展和（1986 - 1991）
- 岡村隆則（1981 - 1988）
- 岡田雅利（2014 - 2024）
- 岡村佳典（1967 - 1970）
- 岡本篤志（2004 - 2016）
- 岡本健治（1952 - 1954）
- 岡本光（1989 - 1990）
- 岡本慎也（2008 - 2009）
- 岡本洋介（2010 - 2018途）
- 岡本凱孝（1968 - 1969）
- 小川史（1979 - 1982）
- 小川弘文（1971 - 1973）
- 小川宗直（1987 - 1989）
- 小川康雄（1959）
- 小川龍也（2018途 - 2021）
- 荻孝雄（1957 - 1961）
- 荻野一雄（1962途 - 1971）
- 奥宮種男（1978 - 1979）
- ブライアン・オグレディ（2022）
- 尾崎正司（1965 - 1967）
- 長田秀一郎（2003 - 2013途）
- 小沢誠（1980 - 1987）
- 小関竜也（1995 - 2005）
- 小田真也（1982 - 1993）
- 小田野柏（1950途 - 1952）
- マリオン・オニール（1952途 - 1953）
- 鬼﨑裕司（2011途 - 2017）
- 小野和幸（1981 - 1987）
- 小野和義（1994 - 1997途）
- 小野剛（2004 - 2006）
- 小野泰敏（1967 - 1973）
- 小野洋祐（1962 - 1963）
- 小野寺力（2003 - 2011途）
- 親富祖弘也（1991 - 1996）
- 尾山敦（1994 - 1997）

### か行
か
- クリス・カーター（2012・2013途 - 終了）
- 甲斐和雄（1967 - 1973途）
- 貝塚政秀（2000 - 2008）
- 垣内哲也（1989 - 2002）
- 郭泰源（1985 - 1997）
- 加倉一馬（1976 - 1982）
- 笠石徳五郎（1950 - 1951）
- 梶谷彰（1956）
- 柏熊克美（1969）
- カズ（1997 - 2004）
- 春日一平（1969 - 1977）
- 春日祥之輔（1975 - 1980）
- 春日伸介（2003 - 2004）
- ファビオ・カスティーヨ（2018 - 2019途）
- 加世田美智久（1988 - 1992）
- 片岡新之介（1971 - 1975）
- 片岡治大（2005 - 2013）
- 片平晋作（1982 - 1986）
- 片山敏彰（1956）
- 加藤初（1972 - 1975）
- 加藤博一（1970 - 1975）
- 鹿取義隆（1990 - 1997）
- 金森栄治（1982 - 1988途）
- 金子一輝（2014 - 2019）
- 金子和三郎（1952 - 1952途）
- 金子準一（1966 - 1968）
- 金子侑司（2013 - 2024）
- 金城致勲（1973 - 1980）
- 金村勝利（1968）
- 金村義明（1997途 - 1999）
- 蒲谷和茂（1991 - 1992）
- アレックス・カブレラ（2001 - 2007）
- 上薄淳一（1970 - 1972）
- 上別府幸一（1964 - 1966）
- 亀井猛斗（1987 - 1993）
- 亀丸信一（1954 - 1955）
- ジョバンニ・カラーラ（1998）
- フランク・ガルセス（2017）
- 河合保彦（1959 - 1967）
- 川口敬次郎（1950）
- 川口敏春（1967）
- 川越誠司（2016 - 2023途）
- 川崎徳次（1950 - 1957）
- 川﨑雄介（2013途 - 2014）
- 川島日出雄（1976 - 1978）
- 河田雄祐（1996 - 2002）
- 川藤龍之輔（1973）
- 河野誉彦（1990途 - 終了）
- 川野雄一（1969 - 1975）
- 河原明（1968 - 1974）
- 河原純一（2005途 - 2007）
- 河村章（1950 - 1951）
- 川村一明（1984 - 1990途）
- 川村啓真（2022 - 2022途）
- 河村久文（1953 - 1959）
- 川村博昭（1975 - 1978）
- 川本智徳（1985途 - 1987途）
- 神高義幸（1953 - 1954）
- 神原隆彦（1960 - 1966）

き
- 菊川昭二郎（1968 - 1974）
- 菊地秀之（1959 - 1962）
- 菊池雄星（2010 - 2018）
- 菊村徳用（1979 - 1980）
- 岸孝之（2007 - 2016）
- 岸川雄二（1996 - 2000）
- 紀田彰一（2000）
- 北川桂太郎（1950 - 1950途）
- 北川信義（1953 - 1955）
- 北原啓（1954 - 1957）
- 北原泰二（1990 - 1995）
- 北村照文（1988途 - 1990途）
- クリストファー・ギッセル（2006 - 2007）
- 城戸則文（1957 - 1966）
- 鬼頭政一（1950 - 1951）
- マット・キニー（2008）
- 木下勇（1950 - 1952）
- 木下隆（1958 - 1960）
- 木下竜元（1969 - 1970）
- 木原義隆（1975 - 1976）
- ブライアン・ギブンス（1997）
- 木村恵二（1999 - 2000）
- 木村昇吾（2016 - 2017）
- 木村広（1976 - 1983）
- 木村文紀（2007 - 2021途）
- リード・ギャレット（2020 - 2021）
- アレクシス・キャンデラリオ（2017 - 2017途）
- 久喜勲（1951 - 1953）
- 清原和博（1986 - 1996）
- 清原初男（1951 - 1952）
- 金城政夫（1952途 - 終了）

く
- スコット・クーパー（1996 - 1996途）
- 郭俊麟（2015 - 2019）
- 久木山亮（1973 - 1974）
- 串原泰夫（1982 - 1989）
- 久代義明（1985）※専任コーチであるが、ブルペンコーチとして登録するために選手登録。
- 楠城徹（1974 - 1980）
- 楠協郎（1950）
- 工藤公康（1982 - 1994・2010）
- 国貞泰汎（1975）
- 国松慶輝（1981 - 1984）
- 久保山誠（1954 - 1959）
- 熊澤当緒琉（1992 - 1998）
- 熊代聖人（2010 - 2022）
- 公文克彦（2021 - 2023）
- 倉内顕（1960 - 1963）
- 倉田晃（1970 - 1973）
- アレックス・グラマン（2006 - 2011）
- 倉持明（1977 - 1978）
- 栗岡英智（1987途 - 終了）
- ブルックス・クリスキー（2023途 - 終了）
- 黒川豊久（1960 - 1965）
- 黒木勉（1962）
- 黒木幹彦（1963 - 1964）
- 黒瀬春樹（2004 - 2011途）
- 黒田哲史（1993 - 2002途・2007）
- 黒田正宏（1982 - 1985）
- 黒原祐二（1979 - 1990）
- 桑原庄治（1958 - 1960）

け
- 慶元秀章（1978 - 1981）

こ
- 呉俊宏（1991途 - 1994）
- 小石博孝（2012 - 2019）
- 小石澤浄孝（1996 - 1999）
- 河野旭輝（1967）
- 河野昭修（1950 - 1959）
- 河野薫（1962）
- 鴻野淳基（1980 - 1984）
- 古賀正明（1976 - 1978）
- 國場翼（2016 - 2020）
- 小久保浩樹（1989 - 1991）
- 木暮英路（1950）
- 木暮力三（1950）
- 古城守（1957 - 1958）
- 児玉好弘（1976）
- 後藤明美（1983 - 1990）
- 後藤修（1963）
- 後藤清（1968 - 1972）
- 後藤順治郎（1955 - 1957）
- 後藤武敏（2003 - 2011）
- 後藤宏之（1950 - 1951）
- 後藤光貴（2000 - 2005途・2006）
- ロマー・コドラド（2022 - 2023）
- 小林誠二（1981 - 1983）
- 小林宏（2014途 - 終了）
- 小淵泰輔（1957 - 1960）
- 小牧雄一（2001 - 2003）
- 駒崎幸一（1981 - 1990途）
- 駒月仁人（2012 - 2021・2022途 - 終了）
- 小松時男（1971 - 1973）
- 小室光男（1966 - 1969）
- フランチー・コルデロ（2024）
- エンリケ・ゴンザレス（2012）
- 近藤光郎（1960 - 1962）

### さ行
さ
- 才所俊郎（1972）
- 斎藤精宏（1958 - 1959途）
- 斉藤彰吾（2008 - 2019）
- 斎藤輝美（1972 - 1973）
- 齊藤大将（2018 - 2024途）
- 齊藤誠人（2018 - 2023）
- 斎藤正弘（1961 - 1964）
- 斎藤光男（1956）
- 佐伯秀喜（1990 - 1998）
- 三枝道夫（1954 - 1956）
- 五月女豊（1976 - 1981）
- 坂上惇（1952 - 1955途）
- 阪口忠昭（1970 - 1975）
- 坂田遼（2009 - 2018）
- 坂本光則（1973）
- 坂元弥太郎（2011 - 2013）
- 坂本竜一（1993 - 1998）
- 佐川守一（1955 - 1957）
- 桜井伸一（1996 - 1997）
- 佐々木誠（1994 - 1998）
- 桟原将司（2012）
- 貞山健源（1973 - 1974）
- 佐藤勇（2013 - 2017）
- 佐藤一誠（1973 - 1974）
- 佐藤玖光（1970 - 1973）
- 佐藤友亮（2001 - 2012）
- 佐藤秀樹（1999 - 2002）
- 佐藤好夫（1958 - 1959）
- 佐藤龍世（2019 - 2021途・2023 - 2025途）
- 佐野泰雄（2015 - 2022）
- デニス・サファテ（2013）
- 鮫島康夫（1973）

し
- アーキー・シアンフロッコ（1999 - 1999途）
- 椎木匠（2003 - 2006）
- G.G.佐藤（2004 - 2011）
- C.C.リー（2016）
- ウィンストン・ジェナス（1976）
- レジー・ジェファーソン（2000 - 2000途）
- ジェリー・ホワイト（1984）
- 潮崎哲也（1990 - 2004）
- ブライアン・シコースキー（2010 - 2011途・2013 - 2013途）
- 地頭方一男（1981 - 1983）
- 忍全功（1973 - 1975）
- 芝池博明（1973 - 1974）
- 芝﨑和広（1998 - 2005）
- 柴田浩一（1957 - 1958）
- 柴田博之（1999 - 2007）
- 柴田保光（1979 - 1983）
- 嶋重宣（2012途 - 2013）
- 島田伸也（1964 - 1966）
- 島田一（1955）
- 島津佳一（1977）
- 島原幸雄（1952 - 1962）
- 清水崇行（2009）
- 清水宏悦（1983）
- 清水雅治（1996 - 2002）
- 清水義之（1993途 - 1996途）
- 下川満康（1962 - 1965）
- 下須崎詔一（1963 - 1971）
- ダリン・ジャクソン（1995 - 1996）
- ジャンセン・ウィティ（2022）
- 朱大衛（2007 - 2011）
- ブライアン・シュリッター（2017）
- 正津英志（2005 - 2009）
- 城土大治朗（1988 - 1992）
- ジョセフ（2021 - 2024）
- ジェイソン・ジョンソン（2007）
- 白鳥浩徳（1994 - 1997）
- 白幡隆宗（1981 - 1988）
- アラン・ジンター（1999途 - 終了）
- 新谷博（1992 - 1999）
- 神野信也（1992 - 1996）

す
- 杉町攻（1960 - 1965）
- 杉本正（1981 - 1984）
- 杉山賢人（1993 - 1999途）
- 杉山春樹（2004 - 2006）
- 鈴木健（1988 - 2002）
- 鈴木五朗（1962 - 1969）
- 鈴木将平（2017 - 2024）
- 鈴木孝行（1981 - 1986）
- 鈴木哲（1990 - 1993・1996 - 1997）
- 鈴木照雄（1976 - 1978）
- 鈴木葉留彦（1974 - 1984）
- 鈴木康友（1985 - 1986途・1990途 - 1992）
- 鈴木征夫（1960 - 1962）
- スティーブ（1980途 - 1985）
- コーリー・スパンジェンバーグ（2020 - 2021）
- ライアン・スピリー（2013）
- バーチ・スミス（2022）

せ
- 清俊彦（1964 - 1967）
- 清家政和（1983 - 1990）
- 関口清治（1951 - 1961）
- 関本四十四（1976）
- 瀬戸山善春（1950）
- アンソニー・セラテリ（2015）

そ
- 相馬勝也（1982 - 1993）

### た行
た
- マット・ダーモディ（2021）
- 平良幸一（1998 - 2000）
- ジム・タイロン（1979途 - 1981途）
- 田尾安志（1985 - 1986）
- 高垣義広（1977 - 1978）
- 高木孝治（1978途 - 1979）
- 髙木大成（1996 - 2005）
- 高木喬（1968 - 1973）
- 高木宣宏（1991 - 1993）
- 高木勇人（2018 - 2019）
- 高木浩之（1995 - 2008）
- 高木渉（2018 - 2024）
- 高倉照幸（1953 - 1966）
- 高島元（1955）
- 高波文一（2003途 - 2006）
- 高野統（1959 - 1960）
- 高橋明（投手）（1971 - 1972）
- 高橋明（外野手）（1969 - 1972）
- 高橋一志（1950）
- 高橋一彦（1990 - 1991）
- 高橋俊春（1984）
- 髙橋朋己（2013 - 2020）
- 高橋直樹（1982途 - 1985）
- 高橋二三男（1971 - 1972・1974 - 1975）
- 高山郁夫（1985 - 1990）
- 髙山健一（1999 - 2001）
- 高山久（2000 - 2013途）
- 滝内弥瑞生（1954 - 1963）
- 田鎖博美（1980 - 1986）
- 武井祐行（1987 - 1988）
- 竹内和也（2002 - 2004）
- 武隈祥太（2008 - 2022）
- 竹下潤（1992 - 2003）
- 武末悉昌（1950 - 1953）
- 武田章吾（1978 - 1979）
- 竹田和史（1977 - 1978）
- 岳野竜也（2009 - 2013）
- 竹之内雅史（1968 - 1978）
- 竹之下五十三（1964 - 1967）
- 竹原直隆（2016）
- 武山真吾（2012 - 2014途）
- 田口司（1955 - 1956）
- 田﨑昌弘（2004途 - 2006）
- 田沢由哉（2006 - 2010）
- 田島定（1953 - 1956）
- 田代将太郎（2012 - 2017）
- 立花義家（1977 - 1991）
- 日月鉄二（1988 - 1992）
- 田中章（1971 - 1975）
- 田中喜八郎（1959 - 1963）
- 田中久寿男（1955 - 1965・1969）
- 田中辰次（1966 - 1967）
- 田中勉（1961 - 1967）
- 田中靖洋（2006 - 2015）
- 田辺徳雄（1985 - 1999）
- 田辺義三（1956 - 1964）
- 谷口功一（1998）
- 谷中真二（1997 - 2001途・2008 - 2010）
- 種田仁（2008）
- 田原晃司（1993 - 2008）
- 田淵幸一（1979 - 1984）
- 田部輝男（1951 - 1954）
- 玉井信博（1976 - 1980）
- 玉井英紀（1959 - 1962）
- 玉木春雄（1954 - 1956）
- 玉造陽二（1955 - 1967）
- 玉野宏昌（1999 - 2004）
- 玉村祐典（2015 - 2018）
- 多和田真三郎（2016 - 2021）
- テーラー・ダンカン（1980）
- 団野富士夫（1959途 - 1960）

ち
- 千頭久米夫（1950 - 1953途）
- 茅野智行（1964 - 1966）
- 千原淳弘（1992 - 1997）
- 張誌家（2002途 - 2006）
- 張奕（2023）

つ
- 塚本悦郎（1950 - 1956）
- 塚本博睦（1951）
- 辻発彦（1984 - 1995）
- 辻原幸雄（1968 - 1970）
- 続木清（1952）
- 坪井信三路（1976 - 1977）
- 綱島龍生（2018 - 2021）
- 鶴島忠義（1955）

て
- 出井敏博（2020 - 2023）
- ラファエル・ディアス（2000途 - 終了）
- ヘスス・ティノコ（2023）
- ウィリー・デービス（1978）
- 手代木一彦（1951）
- オレステス・デストラーデ（1989途 - 1992・1995 - 1995途）
- デニー（1997 - 2002）
- 寺本比呂文（1995 - 2001）
- テリー（1981 - 1983）
- ミゲール・デルトロ（2001）※現役中に死去。

と
- 土井正博（1975 - 1981）
- 土肥義弘（1998 - 2004途・2009 - 2010）
- 東野葵（2019 - 2021途）
- 十亀剣（2012 - 2022）
- 戸川大輔（2015 - 2022）
- 常磐佳久（1955 - 1956）
- 徳久利明（1968 - 1969）
- 徳山文宗（1977 - 1980）
- 笘篠誠治（1983 - 1997）
- 富岡久貴（1995 - 1997・1999 - 2002・2005）
- トモキ（1998 - 2005）
- 豊倉孝治（1971 - 1976）
- 豊田清（1993 - 2005）
- 豊田憲司（1972 - 1973）
- 豊田拓矢（2014 - 2018）
- 豊田泰光（1953 - 1962）
- 鳥川忠石（1960 - 1961）
- 鳥谷部健一（1998 - 2005）
- ホセ・トレンティーノ（1993）

### な行
な
- 内藤久（1967）
- 中井悦雄（1969 - 1971）
- 永射保（1974 - 1986）
- 永江恭平（2012 - 2020）
- 中尾孝義（1992途 - 1993）
- 永岡清正（1952 - 1954）
- 中川信秀（1973 - 1974）
- 中熊大智（2019 - 2023）
- 中郷大樹（2014 - 2015）
- 中﨑雄太（2009 - 2016）
- 長坂衛（1954 - 1957）
- 中静唯八（1954 - 1955）
- 中島浩一（1978途 - 1979）
- 中嶋聡（1998 - 2002）
- 中島淳一（1957 - 1963）
- 中島弘美（1973 - 1978）
- 中島裕之（2001 - 2012）
- 中島良浩（1983 - 1986）
- 中田祥多（2008 - 2019）
- 永田哲也（1971 - 1973）
- 仲田秀司（1984 - 1995）
- 中谷準志（1955 - 1957）
- 中塚駿太（2017 - 2021）
- 永利勇吉（1951 - 1955）
- 中西太（1952 - 1969）
- 仲野和男（1980 - 1982）
- 長見賢司（1991 - 1996）
- 中峰清二（1961 - 1964）
- 中村公夫（1972）
- 中村日出夫（1987 - 1993途）
- 中村正義（1973 - 1974）
- 中村益章（1969）
- 永易将之（1968 - 1969）
- 中山誠吾（2022 - 2023）
- 中山実（1962 - 1965）
- 那須保光（1955）
- 名取和彦（1981途 - 1983）
- 奈部川勉（1987 - 1991）
- 奈良原浩（1991 - 1997）
- 成重春生（1979）
- 成田幸洋（1983 - 1989）
- 縄田洋海（1970 - 1973）
- 難波昭二郎（1962）

に
- 新留国良（1950 - 1952）
- ザック・ニール（2019 - 2021）
- ニコラス（1971）
- 西岡良洋（1980 - 1989）
- 西川純司（2006 - 2008）
- 西口文也（1995 - 2015）
- 西崎幸広（1998 - 2001）
- 西沢正次（1975 - 1980）
- 西田隆広（1975 - 1979）
- 西原恭治（1956 - 1958）
- 西村貞朗（1953 - 1962）
- 西本和人（1981 - 1993）
- 西山進（1983 - 1986）
- 西脇興司（1962 - 1968）

ね
- 根本隆（1979 - 1984）

の
- 野上国博（1964）
- 野上佳成（1957）
- 野上亮磨（2009 - 2017）
- 野口裕美（1983 - 1988）
- 野口正明（1950 - 1954）
- 野崎恒男（1976 - 1978途）
- 野田浩輔（2001 - 2011）
- 野田昇吾（2016 - 2020）
- 野中靖矩（1955）
- 野々垣武志（1990 - 1995）
- 野村克也（1979 - 1980）
- 野本喜一郎（1951 - 1952）
- 乗替寿好（1969 - 1973）
- ショーン・ノリン（2020）

### は行
は
- バークレオ（1987 - 1990）
- ジム・バーマ（1963 - 1967）
- 白仁天（1975 - 1976）
- マイク・パグリアルーロ（1994）
- 橋野昭南（1961 - 1971）
- 橋本武広（1994 - 2002途）
- 橋本政雄（1955 - 1957）
- エスメルリング・バスケス（2015 - 2016）
- 長谷川一夫（1977 - 1981）
- 長谷川善三（1950 - 1951）
- 畑隆幸（1956 - 1964）
- 初村義治（1960 - 1961）
- 花井悠（1957 - 1964）
- 花田敏郎（1970 - 1972）
- 羽生田忠克（1983 - 1997）
- 浜浦徹（1974 - 1980）
- 浜村孝（1966 - 1970・1976 - 1977）
- 浜本龍治（1978 - 1990）
- 林幹雄（1950 - 1952）
- 林﨑遼（2011 - 2015）
- 原拓也（2008 - 2012）
- 原正（1962）
- 原井和也（1996 - 2002）
- 原口哲也（1986 - 1993）
- 原田晃（1950 - 1951）
- 羽里功（1969）
- フランク・ハワード（1974 - 1974途）
- 伴勇資（1950 - 1952）
- ボブ・ハンセン（1977 - 1978）
- アンディ・バンヘッケン（2016 - 2016途）

ひ
- デュアンテ・ヒース（2018途 - 2019）
- 東尾修（1969 - 1988）
- 東田正義（1968 - 1974）
- 久野剛司（1970途 - 1971）
- 日野茂（1972途 - 1974）
- 日比野武（1951 - 1959）
- 日山貞男（1955）
- ドン・ビュフォード（1973 - 1975）
- 平井誠一（1969 - 1970）
- 平出凱夫（1958 - 1959）
- 平尾博嗣（2001途 - 2012）
- 平塚克洋（1999途 - 2000）
- 平塚宝（1954 - 1959）
- 平沼定晴（1998）
- 平野謙（1988 - 1993）
- 平野将光（2008 - 2015）
- 広瀬宰（1976 - 1981）
- 広瀬新太郎（1987 - 1990）
- 広野功（1968 - 1970）
- 広橋公寿（1981 - 1989）

ふ
- スティーブン・ファイフ（2017途 - 終了）
- トニー・フェルナンデス（2000）
- ホセ・フェルナンデス（2004 - 2005・2010途 - 2011）
- 深見安博（1950 - 1952途）
- 福井強（2001 - 2004）
- 福浦健次（1966 - 1970）
- 福倉健太郎（2014 - 2018）
- 福地寿樹（2006途 - 2007）
- 福富邦夫（1973 - 1974）
- 福永栄助（1969 - 1970）
- ジョージ・ブコビッチ（1986 - 1987）
- 藤井栄治（1974 - 1976）
- 藤井信行（1973途 - 1975）
- 藤倉平三郎（1954）
- 藤澤亨明（2012 - 2018）
- 藤田功（1957）
- 藤田航生（2016 - 2020）
- 藤田太陽（2009途 - 2012）
- 藤立次郎（2004）
- 藤野正剛（1982 - 1991途）
- 藤村雅人（1980 - 1983）
- 藤本和宏（1967 - 1969）
- 藤本修二（1993 - 1995）
- 藤原虹気（2005 - 2008）
- 藤原良平（2008 - 2018）
- 船田和英（1966 - 1971）
- 舟津隆介（1974 - 1975）
- ディー・ブラウン（2010 - 2011途）
- クレイグ・ブラゼル（2008）
- ブランドン（2021 - 2024）
- ロッド・ブリューワ（1994途 - 終了）
- 古沢憲司（1979 - 1982途）
- 古屋剛（1997 - 2004）
- 古屋哲美（1970 - 1972）
- テリー・ブロス（1998 - 1999途）
- グレッグ・ブロッサー（1999）

へ
- マーク・ペイトン（2023）
- ジョナ・ベイリス（2009途 - 終了）
- フィル・ペイン（1953途 - 終了）
- エステバン・ヘルマン（2012 - 2013）
- ジャシエル・ヘレラ（2022 - 2023）
- ルディ・ペンバートン（1997途 - 1998）

ほ
- 帆足和幸（2001 - 2011）
- アーロン・ポインター（1970 - 1972）
- マイケル・ボウデン（2014）
- 蓬萊昭彦（1980 - 1986）
- フェリペ・ポーリーノ（2016途 - 終了）
- コーリー・ポール（1999途 - 2001）
- ヒラム・ボカチカ（2008 - 2009）
- 星孝典（2011途 - 2016・2019途 - 終了）
- 星秀和（2005 - 2013）
- 星野智樹（1999 - 2012）
- 細川亨（2002 - 2010）
- 細見和史（2003）
- カール・ボレス（1969 - 1971途）
- 本田圭佑（2016 - 2024）
- 本間勝（1966 - 1967）

### ま行
ま
- カイル・マーティン（2018途 - 2019）
- MICHEAL（2012）
- 米田敏美（1962 - 1966）
- 前川恭兵（2011 - 2015）
- 前田和之（2003 - 2004）
- 前田勝宏（1993 - 1996途）
- 前田耕司（1987 - 1992）
- 前田康介（1974途 - 1976）
- 前田登志雄（1950）
- 前田俊郎（1988 - 1992）
- 前原博之（1996 - 2000途）
- 牧田和久（2011 - 2017）
- デビッド・マキノン（2023）
- スコット・マクレーン（2001 - 2003・2004途 - 終了）
- 益川満育（1979）
- 益田昭雄（1968 - 1970途）
- 増田達至（2013 - 2024）
- 待井昇（1973 - 1976）
- 松井稼頭央（1994 - 2003・2018）
- 松井清（1953 - 1955）
- 松浦信吉（1969）
- 松岡洸希（2020 - 2022）
- 松岡高信（1975 - 1978）
- 松川誉弘（2004 - 2007）
- 松坂健太（2004 - 2010）
- 松坂大輔（1999 - 2006・2020 - 2021）
- 松下建太（2010 - 2015）
- 松瀬敏雄（1954）
- 松田和哉（1992 - 1999）
- 松永浩典（2006 - 2014）
- 松並和視（1965）
- 松沼博久（1979 - 1990）
- 松沼雅之（1979 - 1989）
- 松林茂（1975 - 1976）
- 松原靖（1992）
- 松本直晃（2016 - 2019）
- バリー・マニュエル（1999）
- 馬渕隆雄（1997 - 1999）
- 眞山龍（2000 - 2005）
- 真弓明信（1973 - 1978）
- ジャック・マルーフ（1979）
- 丸川正充（1978）
- ドミンゴ・マルティネス（1997 - 1998）
- ライアン・マルハーン（2011途 - 終了）

み
- 三浦清弘（1973 - 1975）
- 三浦貴（2008 - 2009）
- ミゲル・メヒア（2015）
- 三竿徹（1956 - 1959）
- 美沢将（2010 - 2014）
- 水尾嘉孝（2001 - 2003）
- 水口大地（2013 - 2020）
- 水田圭介（2001 - 2009途）
- 溝口健二（1967）
- 三井浩二（2001 - 2009）
- 南川忠亮（2016 - 2019）
- 三宅孝夫（1957 - 1964）
- 宮川哲（2020 - 2023）
- 宮越徹（2005 - 2007）
- 宮﨑一彰（2004 - 2005）
- 宮崎要（1950 - 1954）
- 宮地克彦（1990 - 2003）
- 宮下昌己（1990 - 1991）
- 宮田和希（2009 - 2016）
- 宮寺勝利（1967 - 1974）
- トニー・ミューサー（1979 - 1979途）
- 三好守（1961 - 1968）
- 三輪悟（1970 - 1974）
- ミンチェ（2000 - 2011）

む
- 武藤潤一郎（2004）
- 村井一男（1983 - 1987途）
- 村岡耕一（1990途 - 1991）
- 村上公康（1967 - 1971）
- 村上嵩幸（2001）
- 村上福男（1959 - 1960）
- 村田勝喜（1994 - 1995）
- 村田清美（1967）
- 村山泰延（1957 - 1960）

め
- エルネスト・メヒア（2014途 - 2021途）
- アニェニル・メンドーサ（2013 - 2013途）

も
- 望月彦男（1972 - 1973）
- 基満男（1967 - 1978）
- 森啓輔（1954 - 1956）
- 森繁和（1979 - 1988）
- 森慎二（1997 - 2005）
- 森宝生（1980 - 1983）
- 森隆峰（1980 - 1981）
- 森友哉（2014 - 2022）
- 森博幸（1987 - 1997）
- 森越祐人（2020）
- 森広彰（1953）
- 森本稀哲（2014 - 2015）
- 森山良二（1987 - 1993途）

### や行
や
- 八道勉（1952）
- 安木祥二（1975 - 1976）
- 八浪知行（1950 - 1955）
- 柳田俊郎（1967 - 1968）
- 柳田豊（1970 - 1974）
- 山尾伸一（1987 - 1990）
- 山岡実（1968 - 1969）
- 山川猛（1979 - 1982）
- 山川穂高（2014 - 2023）
- 山岸穣（2005 - 2010途）
- 山口慶一（1957 - 1958）
- 山口嵩之（2014 - 2016）
- 山口富夫（1973 - 1975）
- 山口昌明（1966 - 1967）
- 山口幹雄（1950 - 1951）
- 山﨑浩司（2013 - 2014）
- 山崎敏（2004 - 2011）
- 山崎裕之（1979 - 1984）
- 山下律夫（1977 - 1981）
- 山田和幸（1995 - 1996）
- 山田潤（1994 - 1998）
- 山田遥楓（2015 - 2022）
- 山中重信（1978 - 1986）
- 山根和夫（1987 - 1990）
- 山根照雄（1957 - 1959）
- 山根英彦（1953 - 1954）
- 山野和明（1986 - 1995）
- 山野辺翔（2019 - 2025途）
- 山野本忠志（1957 - 1961）
- 山村勝彦（1977 - 1979）
- 山村善則（1974 - 1981）
- 山本歩（2006 - 2009）
- 山本淳（2007 - 2013）
- 山本秀一（1963 - 1968）
- 山本秀樹（1970 - 1972）
- 山本勝則（1987 - 1994）
- 山本隆造（1978 - 1982）
- ジェフリー・ヤン（2024）
- レイモンド・ヤング（1991 - 1992）

ゆ
- 行沢久隆（1979途 - 1988）
- 幸村徹哉（1963）

よ
- 陽川尚将（2023 - 2024）
- 横田久則（1986 - 2000）
- 横田真之（1995）
- 吉岡賢治郎（1980 - 1981）
- 吉岡悟（1975 - 1979途）
- 良川昌美（1978 - 1981）
- 吉川光夫（2021）
- 吉田勝豊（1968 - 1969）
- 吉田孝（1960 - 1963）
- 吉田隆史（1977 - 1978）
- 吉田誠（1975途 - 終了）
- 吉竹春樹（1987 - 1996）
- 吉野秀幸（1976 - 1978）
- 吉見太一（2006 - 2010）
- 吉村健二（1973 - 1974）
- 吉本博（1975 - 1982）
- 与田順欣（1962 - 1970途）
- 米川泰夫（1959）
- 米沢馨（1977 - 1978）
- 米沢博（1955）
- 米野智人（2010途 - 2015）
- 米山哲夫（1971 - 1974）

### ら行
ら
- クリストファー・ライト（2005 - 2005途）
- ブライアン・ラービー（1998）
- コーディ・ランサム（2014 - 2014途）

り
- ジェフリー・リーファー（2006 - 2007）
- 廖任磊（2019）

る
- ウェイド・ルブラン（2015 - 2015途）

れ
- グレッグ・レイノルズ（2014）
- ロジャー・レポーズ（1973）

ろ
- トニー・ロイ（1963 - 1967）
- ジミー・ロザリオ（1977）
- ロバート（1997）
- ポーフィリオ・ロペス（2014）
- アル・ロング（1953途 - 終了）

### わ
- ビリー・ワイヤット（1952）
- 若菜嘉晴（1972・1974 - 1978）
- 若林楽人（2021 - 2024途）
- 若林淳至（1964 - 1965）
- 脇谷亮太（2014 - 2015）
- 涌井秀章（2005 - 2013）
- ニール・ワグナー（2018）
- 若生忠男（1955 - 1968）
- ジョン・ワズディン（2009）
- 和田一浩（1997 - 2007）
- 和田博実（1955 - 1972）
- 渡辺孝男（1992 - 2000）
- 渡辺智男（1989 - 1993・1998）
- 渡辺直人（2013途 - 2017）
- 渡辺久信（1984 - 1997）
- 渡辺博敏（1971 - 1972）
- 渡会純男（1966 - 1967）

## 歴代監督
- 宮崎要（1950）
- 三原脩（1951 - 1959）
- 川崎徳次（1960 - 1961）
- 中西太（1962 - 1969）
- 稲尾和久（1970 - 1974）
- 江藤慎一（1975）
- 鬼頭政一（1976 - 1977）
- 根本陸夫（1978 - 1981）
- 広岡達朗（1982 - 1985）
- 森祇晶（1986 - 1994）
- 東尾修（1995 - 2001）
- 伊原春樹（2002 - 2003・2014）
- 伊東勤（2004 - 2007）
- 渡辺久信（2008 - 2013）
- 田邊徳雄（2015 - 2016）
- 辻発彦（2017 - 2022）
- 松井稼頭央（2023 - 2024）
- 西口文也（2025 - ）

監督代行
- 深見安博（1965）※中西の病気療養に伴う。
- 鬼頭政一（1969）※中西の退任に伴う。
- 黒江透修（1985）※広岡の病気療養に伴う。
- 須藤豊（1997）※東尾の出場停止に伴う。
- 田辺徳雄（2014）※伊原の退任に伴う。
- 渡辺久信（2024）※松井の休養に伴う。

## 主な過去の在籍コーチ
選手としてライオンズに在籍経験のない者に限る。
- 荒木大輔
- 石井浩郎
- 石本秀一
- 上野正康
- 江田孝
- 大迫幸一
- 大引啓次
- 岡田悦哉
- バート・キャンパネリス
- 清川栄治
- 工藤建太
- 黒江透修
- 黒川春樹
- 小山正明
- 近藤昭仁
- 坂元忍
- 佐々木恭介
- 里隆文
- 佐藤孝夫
- 重松通雄
- 杉下茂
- 須藤豊
- 田口昌徳
- 坪内道典
- 鳥越裕介
- 長池徳士
- 中西弘明
- 中野達也
- 中村光良
- 仁志敏久
- 西三雄
- ハイデー古賀
- 袴田英利
- 馬場敏史
- 林義一
- 毒島章一
- 光山英和
- 南谷和樹
- 宮田征典
- 村上雅則
- 八木沢荘六
- 谷沢健一
- 与那嶺要
- 米田進
- 龍憲一
- バーノン・ロー
- 若林忠志

## 永久欠番
- 24 - 稲尾和久（投手）